# Archipiélago de las Primeras y Segundas
El archipiélago de las Primeras y Segundas (en portugués: Arquipélago das Primeiras e Segundas) es una cadena de diez islas barrera, escasamente habitadas y dos complejos de arrecifes de coral situados en el océano Índico en la costa de Mozambique, cerca de la ciudad costera de Angoche, provincia de Nampula y hasta la costa de la provincia de Zambezia al sur. Las islas se encuentran divididas en dos grupos a lo largo del lado occidental del canal de Mozambique, las cinco primeras al sur (Fogo, Casuarina, Epidendron, Coroa y Silva) y las cinco segundas al norte (Caldeira, Nejovo, Mafamede, Puga-Puga y Moma). Se ha creado un área de protección ambiental en su entorno.
El descubrimiento europeo del archipiélago se produjo el 25 de febrero de 1498 durante la primera expedición de Vasco da Gama a la India. Las islas se convirtieron en una escala importante y punto de partida para el comercio portugués con flotas para la India y el Oriente, que estaban a menudo en necesidad de reparaciones de emergencia después de rodear el cabo de Buena Esperanza.